# Fenian Ram
Fenian Ram (Holland II) – drugi okręt podwodny zaprojektowany i zbudowany przez amerykańskiego konstruktora i wynalazcę pochodzenia irlandzkiego Johna Hollanda, jedna z pierwszych tego rodzaju konstrukcji na świecie, pierwszy pełnowymiarowy okręt tej klasy Hollanda. W zwodowanym w 1881 roku okręcie, John Holland po raz pierwszy zastosował wiele rozwiązań konstrukcyjnych, które dwie dekady później znalazły zastosowanie w uznawanym za kamień milowy konstrukcji okrętów podwodnych okręcie Holland. Fenian Ram wyposażony był w dwucylindrowy silnik benzynowy Brayton  o mocy 15 KM, zanurzał się, utrzymywał głębokość oraz wynurzał nie dzięki balastowi, lecz z użyciem sterów głębokości, z zachowaniem niewielkiej rezerwy wyporu hydrostatycznego. Podobnie jak późniejsze projekty Hollanda, Fenian Ram utrzymywał stabilność wzdłużną i poprzeczną przez utrzymywanie środka ciężkości zawsze w jednym punkcie. Zbiorniki balastowe znajdowały się na przodzie i rufie okrętu, z dwoma zbiornikami także w śródokręciu celem dostosowania wzdłużnego środka ciężkości. John Holland zapewniał, że Fenian Ram zdolny jest do pływania na powierzchni z prędkością 9 mil morskich na godzinę (podobnie jak pod wodą, mimo że nigdy nie zostało to zmierzone).
Uzbrojony był w pneumatyczną armatę, która mogła wystrzelić podwodną torpedę Whiteheada o długości 6 stóp (1,8 m). W 1883 roku okręt został ukradziony przez Bractwo Fenickie, które sfinansowało jego budowę, i przetransportowany do New Haven w stanie Connecticut. Obecnie jako eksponat muzealny znajduje się w Paterson w stanie New Jersey, gdzie wcześniej mieszkał John Holland.